# رولف لارسن (محامي)
رولف لارسن (بالإنجليزية: Rolf Larsen)‏ هو قاضي ومحامي أمريكي، ولد في 26 أغسطس 1934، وتوفي في 11 أغسطس 2014 في بيتسبرغ في الولايات المتحدة بسبب سرطان الرئة.